# Xanthoria elegans
Xanthoria elegans (Link) Th., Fr., Lich. Arctoi: 69 (1860) è un lichene di colore arancione.
Alcuni campioni di Xanthoria elegans sono stati lanciati all'interno di una capsula spaziale. Una volta raggiunta l'orbita intorno alla Terra, i campioni sono stati esposti all'ambiente spaziale per circa 15 giorni, tempo durante il quale i licheni hanno arrestato il proprio metabolismo. Una volta riportati sulla Terra hanno ricominciato la loro normale attività e dalle analisi il loro DNA non sembra essere stato danneggiato.

## Biologia
È una tipica specie ornitocoprofila, che forma cioè abbondanti colonie in corrispondenza dei luoghi di accumulo del guano dei volatili.

## Sottospecie
- Xanthoria elegans subsp. orbicularis
- Xanthoria elegans var. splendens

## Sinonimi e binomi obsoleti
- Caloplaca dissidens (Nyl.) Mérat
- Caloplaca elegans (Link) 1871
- Lecanora elegans (Link) Ach.
- Lichen elegans Link, (1791)
- Placodium dissidens Nyl.
- Placodium elegans (Link) DC.